# Daniel Oliver (botánico)
Daniel Oliver (6 de febrero de 1830-21 de diciembre de 1916) fue un botánico y pteridólogo británico.

## Biografía
Daniel Oliver fue el conservador del herbario del Real Jardín Botánico de Kew de 1860 a 1890 y profesor de botánico en el University College de Londres de 1861 a 1888. Fue laureado con la Royal Medal en 1884 y con la Medalla linneana en 1893.

## Obra
- Botany of the Speke and Grant expedition (en conjunto con J.A. Grant y John Gilbert Baker), 1872-1875
- Illustrations of the principal natural orders of the vegetable kingdom, 1874
- Flora of Tropical Africa (vols. 1-3 von ihm) 1868-1877

- La abreviatura «Oliv.» se emplea para indicar a Daniel Oliver como autoridad en la descripción y clasificación científica de los vegetales.[1]